# Te prometo el universo
Te Prometo El Universo es el duodécimo álbum de estudio de Camela, lanzado en el año 2007 en España. El último corte del álbum es un fandango cantado por Dioni.

## Lista de canciones del álbum
| Te prometo el universo |                                |                         |          |  |
| N.º                    | Título                         | Escritor(es)            | Duración |  |
| 1.                     | «Te prometo el universo»       | Rubén Martín Muñoz      | 4:10     |  |
| 2.                     | «Mi otra mitad»                | M. Ángeles Muñoz Dueñas | 4:09     |  |
| 3.                     | «¿Porqué eres así?»            | Rubén Martín Muñoz      | 4:14     |  |
| 4.                     | «Sin palabras»                 | M. Ángeles Muñoz Dueñas | 5:02     |  |
| 5.                     | «Guardaré»                     | Rubén Martín Muñoz      | 4:22     |  |
| 6.                     | «Si te tengo a ti»             | M. Ángeles Muñoz Dueñas | 4:14     |  |
| 7.                     | «No me importa pecar»          | M. Ángeles Muñoz Dueñas | 4:15     |  |
| 8.                     | «Conmigo no juegas más»        | Rubén Martín Muñoz      | 4:06     |  |
| 9.                     | «Te regalo la razón»           | M. Ángeles Muñoz Dueñas | 3:46     |  |
| 10.                    | «Yo te busco»                  | Rubén Martín Muñoz      | 3:38     |  |
| 11.                    | «Te prometo, madre (fandango)» | Dionisio Martín Lobato  | 1:37     |  |
| 43:00                  |                                |                         |          |  |

## Posicionamiento
| Lista  | Proveedor  | Posición | Certificación | Ventas  |
| ------ | ---------- | -------- | ------------- | ------- |
| España | Promusicae | 2        | 1x Platino    | 80 000+ |

- Datos: Q6139478